# Brilla Øscuro
Brilla Øscuro es el título del tercer trabajo discográfico, perteneciente al grupo de rock argentino Charlie 3. Este álbum, fue producido artísticamente por Álvaro Villagra y por la propia banda. Fue grabado, mezclado y masterizado por Villagra en los estudios Del Abasto Mansión Monsterland entre febrero y agosto de 2009, en Buenos Aires. La cantante y bajista de El Otro Yo, María Fernanda Aldana participó en la canción «Amor prohibido».

## Lista de canciones
| N.º | Título               | Duración |  |
| 1.  | «El vidrio»          | 03:47    |  |
| 2.  | «Tres caballos»      | 03:26    |  |
| 3.  | «Amor prohibido»     | 03:31    |  |
| 4.  | «Don nadie»          | 03:21    |  |
| 5.  | «Niño hombre»        | 04:18    |  |
| 6.  | «Huracán»            | 03:07    |  |
| 7.  | «Tinta en las venas» | 02:58    |  |
| 8.  | «Contra el mar»      | 04:13    |  |
| 9.  | «Subir al cielo»     | 03:55    |  |
| 10. | «Quien soy»          | 03:03    |  |
| 11. | «Humo negro»         | 02:32    |  |
| 12. | «El muerto»          | 03:18    |  |

## Créditos
- Esteban Zunzunegui: bajo y voz
- Martín Dócimo: guitarra
- Pablo Florio: batería

Invitados
- María Fernanda Aldana en «Amor prohibido»